# League Cup 1968/69
Der League Cup 1968/69 war die 9. Austragung des Football League Cup (meist nur als League Cup bekannt).
Am Pokalwettbewerb, der am 13. August 1968 für die 92 englischen Spitzenvereine begann, nahmen letztlich 91 Mannschaften teil (es fehlte Manchester United) und wurde in den ersten fünf Runden im K.-o.-System über eine Partie und im Halbfinale über Hin- und Rückspiel entschieden. Das Finale, das am 15. März 1969 in nur einem Spiel im neutralen Wembley-Stadion ausgetragen wurde, entschied überraschend der Drittligist Swindon Town mit 3:1 nach Verlängerung für sich. Unterlegener Finalist war der FC Arsenal.

## Wettbewerb

### Erste Runde
Zur ersten Runde traten die Vereine an, die in der Vorsaison 1967/68 die 54 schwächsten Platzierung in der Gesamttabelle aller vier Profiligen belegt haben. Anders gesprochen hatten die besten 38 Mannschaften im englischen Profiligasystem (abzüglich Manchester United) in der ersten Runde ein Freilos.
| Datum           |                        | Ergebnis |                     |
| --------------- | ---------------------- | -------- | ------------------- |
| 13. August 1968 | FC Aldershot           | 2:4      | FC Brentford        |
| 13. August 1968 | Bournemouth & Boscombe | 1:6      | Southend United     |
| 13. August 1968 | Bradford City          | 3:2      | Hartlepool United   |
| 13. August 1968 | Bradford Park Avenue   | 0:3      | FC Darlington       |
| 13. August 1968 | Brighton & Hove Albion | 2:0      | Oxford United       |
| 13. August 1968 | Bristol City           | 2:0      | AFC Newport County  |
| 13. August 1968 | Bristol Rovers         | 0:2      | Swansea Town        |
| 13. August 1968 | FC Bury                | 1:1      | Stockport County    |
| 13. August 1968 | Chester City           | 0:0      | Tranmere Rovers     |
| 13. August 1968 | Colchester United      | 2:0      | FC Reading          |
| 13. August 1968 | Derby County           | 3:0      | FC Chesterfield     |
| 13. August 1968 | Doncaster Rovers       | 0:0      | Peterborough United |
| 13. August 1968 | FC Gillingham          | 2:2      | Leyton Orient       |
| 13. August 1968 | Grimsby Town           | 0:0      | Notts County        |
| 13. August 1968 | Halifax Town           | 0:3      | Hull City           |
| 13. August 1968 | Lincoln City           | 2:1      | Mansfield Town      |
| 13. August 1968 | Luton Town             | 3:0      | FC Watford          |
| 13. August 1968 | Northampton Town       | 1:1      | Crewe Alexandra     |
| 13. August 1968 | Plymouth Argyle        | 0:0      | Exeter City         |
| 13. August 1968 | Preston North End      | 1:1      | Oldham Athletic     |
| 13. August 1968 | Scunthorpe United      | 2:1      | Rotherham United    |
| 13. August 1968 | FC Southport           | 2:2      | AFC Barrow          |
| 13. August 1968 | Swindon Town           | 2:1      | Torquay United      |
| 13. August 1968 | FC Walsall             | 2:0      | Shrewsbury Town     |
| 13. August 1968 | AFC Workington         | 2:1      | AFC Rochdale        |
| 13. August 1968 | AFC Wrexham            | 2:0      | Port Vale           |
| 13. August 1968 | York City              | 3:4      | FC Barnsley         |

#### Wiederholungsspiele
| Datum           |                     | Ergebnis |                   |
| --------------- | ------------------- | -------- | ----------------- |
| 19. August 1968 | AFC Barrow          | 1:3      | FC Southport      |
| 19. August 1968 | Peterborough United | 1:0      | Doncaster Rovers  |
| 19. August 1968 | Stockport County    | 1:0      | FC Bury           |
| 20. August 1968 | Notts County        | 0:1      | Grimsby Town      |
| 21. August 1968 | Crewe Alexandra     | 1:0      | Northampton Town  |
| 21. August 1968 | Exeter City         | 0:0      | Plymouth Argyle   |
| 21. August 1968 | Leyton Orient       | 3:0      | FC Gillingham     |
| 21. August 1968 | Oldham Athletic     | 0:1      | Preston North End |
| 21. August 1968 | Tranmere Rovers     | 2:2      | Chester City      |
| 26. August 1968 | Chester City        | 1:1      | Tranmere Rovers   |
| 26. August 1968 | Plymouth Argyle     | 0:1      | Exeter City       |
| 28. August 1968 | Tranmere Rovers     | 2:1      | Chester City      |

### Zweite Runde
Aus den beiden oberen Spielklassen gesellten sich nun die verbliebenen 37 Mannschaften hinzu.
| Datum             |                         | Ergebnis |                      |
| ----------------- | ----------------------- | -------- | -------------------- |
| 3. September 1968 | Birmingham City         | 0:1      | FC Chelsea           |
| 4. September 1968 | FC Arsenal              | 1:0      | AFC Sunderland       |
| 4. September 1968 | Aston Villa             | 1:4      | Tottenham Hotspur    |
| 4. September 1968 | FC Barnsley             | 1:1      | FC Millwall          |
| 4. September 1968 | Blackburn Rovers        | 1:1      | Stoke City           |
| 4. September 1968 | Bradford City           | 1:1      | Swindon Town         |
| 4. September 1968 | FC Brentford            | 3:0      | Hull City            |
| 4. September 1968 | Brighton & Hove Albion  | 1:1      | Luton Town           |
| 4. September 1968 | Bristol City            | 1:0      | FC Middlesbrough     |
| 4. September 1968 | Carlisle United         | 2:0      | Cardiff City         |
| 4. September 1968 | Colchester United       | 0:1      | AFC Workington       |
| 4. September 1968 | Coventry City           | 2:0      | FC Portsmouth        |
| 4. September 1968 | Crystal Palace          | 3:1      | Preston North End    |
| 4. September 1968 | FC Darlington           | 1:2      | Leicester City       |
| 4. September 1968 | Derby County            | 5:1      | Stockport County     |
| 4. September 1968 | FC Everton              | 4:0      | Tranmere Rovers      |
| 4. September 1968 | Exeter City             | 3:1      | Sheffield Wednesday  |
| 4. September 1968 | Grimsby Town            | 1:1      | FC Burnley           |
| 4. September 1968 | Huddersfield Town       | 0:0      | Manchester City      |
| 4. September 1968 | Ipswich Town            | 2:4      | Norwich City         |
| 4. September 1968 | Leeds United            | 1:0      | Charlton Athletic    |
| 4. September 1968 | Leyton Orient           | 1:0      | FC Fulham            |
| 4. September 1968 | FC Liverpool            | 4:0      | Sheffield United     |
| 4. September 1968 | Nottingham Forest       | 2:3      | West Bromwich Albion |
| 4. September 1968 | Peterborough United     | 4:2      | Queens Park Rangers  |
| 4. September 1968 | Scunthorpe United       | 2:1      | Lincoln City         |
| 4. September 1968 | FC Southampton          | 3:1      | Crewe Alexandra      |
| 4. September 1968 | FC Southport            | 0:2      | Newcastle United     |
| 4. September 1968 | FC Walsall              | 1:1      | Swansea Town         |
| 4. September 1968 | West Ham United         | 7:2      | Bolton Wanderers     |
| 4. September 1968 | Wolverhampton Wanderers | 1:0      | Southend United      |
| 4. September 1968 | AFC Wrexham             | 1:1      | FC Blackpool         |

#### Wiederholungsspiele
| Datum              |                 | Ergebnis |                        |
| ------------------ | --------------- | -------- | ---------------------- |
| 9. September 1968  | FC Blackpool    | 3:0      | AFC Wrexham            |
| 9. September 1968  | FC Millwall     | 3:1      | FC Barnsley            |
| 10. September 1968 | FC Burnley      | 6:0      | Grimsby Town           |
| 10. September 1968 | Swansea Town    | 3:2      | FC Walsall             |
| 10. September 1968 | Swindon Town    | 4:3      | Bradford City          |
| 11. September 1968 | Luton Town      | 4:2      | Brighton & Hove Albion |
| 11. September 1968 | Manchester City | 4:0      | Huddersfield Town      |
| 11. September 1968 | Stoke City      | 0:1      | Blackburn Rovers       |

### Dritte Runde
| Datum              |                         | Ergebnis |                      |
| ------------------ | ----------------------- | -------- | -------------------- |
| 25. September 1968 | FC Blackpool            | 1:0      | Manchester City      |
| 25. September 1968 | FC Brentford            | 0:2      | Norwich City         |
| 25. September 1968 | Carlisle United         | 0:3      | Leicester City       |
| 25. September 1968 | FC Chelsea              | 0:0      | Derby County         |
| 25. September 1968 | FC Everton              | 5:1      | Luton Town           |
| 25. September 1968 | Leeds United            | 2:1      | Bristol City         |
| 25. September 1968 | Leyton Orient           | 0:1      | Crystal Palace       |
| 25. September 1968 | FC Liverpool            | 2:0      | Swansea Town         |
| 25. September 1968 | Peterborough United     | 2:1      | West Bromwich Albion |
| 25. September 1968 | Scunthorpe United       | 1:6      | FC Arsenal           |
| 25. September 1968 | FC Southampton          | 4:1      | Newcastle United     |
| 25. September 1968 | Swindon Town            | 1:0      | Blackburn Rovers     |
| 25. September 1968 | Tottenham Hotspur       | 6:3      | Exeter City          |
| 25. September 1968 | West Ham United         | 0:0      | Coventry City        |
| 25. September 1968 | Wolverhampton Wanderers | 5:1      | FC Millwall          |

#### Wiederholungsspiele
| Datum           |               | Ergebnis |                 |
| --------------- | ------------- | -------- | --------------- |
| 1. Oktober 1968 | Coventry City | 3:2      | West Ham United |
| 2. Oktober 1968 | Derby County  | 3:1      | FC Chelsea      |

### Vierte Runde
| Datum            |                   | Ergebnis |                         |
| ---------------- | ----------------- | -------- | ----------------------- |
| 15. Oktober 1968 | FC Arsenal        | 2:1      | FC Liverpool            |
| 16. Oktober 1968 | FC Blackpool      | 2:1      | Wolverhampton Wanderers |
| 16. Oktober 1968 | FC Burnley        | 4:0      | Leicester City          |
| 16. Oktober 1968 | Coventry City     | 2:2      | Swindon Town            |
| 16. Oktober 1968 | Crystal Palace    | 2:1      | Leeds United            |
| 16. Oktober 1968 | FC Everton        | 0:0      | Derby County            |
| 16. Oktober 1968 | Norwich City      | 0:4      | FC Southampton          |
| 16. Oktober 1968 | Tottenham Hotspur | 1:0      | Peterborough United     |

#### Wiederholungsspiele
| Datum            |              | Ergebnis |               |
| ---------------- | ------------ | -------- | ------------- |
| 21. Oktober 1968 | Swindon Town | 3:0      | Coventry City |
| 23. Oktober 1968 | Derby County | 1:0      | FC Everton    |

### Viertelfinale
| Datum            |                   | Ergebnis |                |
| ---------------- | ----------------- | -------- | -------------- |
| 29. Oktober 1968 | FC Arsenal        | 5:1      | FC Blackpool   |
| 30. Oktober 1968 | FC Burnley        | 2:0      | Crystal Palace |
| 30. Oktober 1968 | Derby County      | 0:0      | Swindon Town   |
| 30. Oktober 1968 | Tottenham Hotspur | 1:0      | FC Southampton |

#### Wiederholungsspiel
| Datum            |              | Ergebnis |              |
| ---------------- | ------------ | -------- | ------------ |
| 5. November 1968 | Swindon Town | 1:0      | Derby County |

### Halbfinale
Die Hinspiele wurden am 20. November 1968, die Rückspiele am 4. Dezember 1968 sowie das Entscheidungsspiel am 18. Dezember 1968 ausgetragen.
|            | Gesamt |                   | Hinspiel | Rückspiel |
| ---------- | ------ | ----------------- | -------- | --------- |
| FC Arsenal | 2:1    | Tottenham Hotspur | 3:2      | 3:1       |
| FC Burnley | 3:3    | Swindon Town      | 1:2      | 2:1       |

#### Entscheidungsspiel
| Datum             |            | Ergebnis  |              |
| ----------------- | ---------- | --------- | ------------ |
| 18. Dezember 1968 | FC Burnley | 2:3 n. V. | Swindon Town |

### Finale
| Swindon Town                                       | Swindon Town | FC Arsenal | FC Arsenal |
| -------------------------------------------------- | --- | --- | ---------- |
| Swindon Town                                       | \| Finale \| \| Samstag, 15. März 1969 in London (Wembley-Stadion) \| \| Ergebnis: 3:1 n. V. (1:1, 1:0) \| \| Zuschauer: 98.189 \| \| Schiedsrichter: William Handley \| \| Spielbericht \|         | \| Finale \| \| Samstag, 15. März 1969 in London (Wembley-Stadion) \| \| Ergebnis: 3:1 n. V. (1:1, 1:0) \| \| Zuschauer: 98.189 \| \| Schiedsrichter: William Handley \| \| Spielbericht \|     | FC Arsenal |
| Swindon Town                                       | Peter Downsborough, Rod Thomas, John Trollope, Joe Butler, Frank Burrows, Stan Harland, Don Heath, Roger Smart, John Smith (77. Willie Penman), Peter Noble, Don Rogers Cheftrainer: Danny Williams | Bob Wilson, Peter Storey, Bob McNab, Frank McLintock, Ian Ure, Peter Simpson (71. George Graham), John Radford, Jon Sammels, David Court, Bobby Gould, George Armstrong Cheftrainer: Bertie Mee | FC Arsenal |
| Swindon Town                                       | 1:0 Roger Smart (35.) 2:1 Don Rogers (104.) 3:1 Don Rogers (119.) | 1:1 Bobby Gould (86.) | FC Arsenal |
| Finale                                             | | |            |
| Samstag, 15. März 1969 in London (Wembley-Stadion) | | |            |
| Ergebnis: 3:1 n. V. (1:1, 1:0)                     | | |            |
| Zuschauer: 98.189                                  | | |            |
| Schiedsrichter: William Handley                    | | |            |
| Spielbericht                                       | | |            |